# 정석 (바둑)
정석(pattern or standard local play)은 양측이 공평한 결과를 얻게 되는 '귀에서의 공격과 방어 수순'이다. 즉, 공격과 수비에 최선이라고 인정한 방법을 일정한 형태로 공식화한 것이다. 어느 한쪽이 일방적으로 손해를 본다든지 이득을 취하는 불공평한 절충은 정석으로 인정하지 않는다.

## 같이 보기
- 포석